# Plesala je jedno ljeto
Plesala je jedno ljeto (šved. Hon dansade en sommar) je švedska drama iz 1951. godine redatelja Arnea Mattssona.

## Radnja
Student Göran dolazi na imanje svog strica gdje susreće mladu Kerstin. To je bila ljubav na prvi pogled, međutim Kerstin je pod strogim nadzorom svoje obitelji. Lokalna omladina želi organizirati kazališnu predstavu ("Värmlandci") ali strogi svećenik čini sve da bi ih u tom spriječio. Göran se mora vratiti svom studiju i nalazi se pred teškim izborom.

## O filmu
Plesala je jedno ljeto je film redatelja Arnea Mattssona snimljen po romanu Ljetni ples Pera Olofa Ekströma iz 1949. Film je postao poznat i izazvao je skandal, prvenstveno zbog scene kada se mladi ljubavnici zajedno kupaju goli i kada se grudi glumice Ulle Jacobssons mogu vidjeti izbliza u ljubavnoj sceni. Film je nagrađen Zlatnim medvjedom na filmskom festivalu u Berlinu 1952.

## Uloge
- Ulla Jacobsson kao Kerstin
- Folke Sundquist kao Göran
- Edvin Adolphson kao Anders Persson
- Irma Christenson kao Sigrid
- John Elfström kao svećenik
- Nils Hallberg kao Nisse
- Gunvor Pontén kao Sylvia
- Berta Hall kao Anna

## Vanjske poveznice
- Plesala je jedno ljeto u internetskoj bazi filmova IMDb-a